# Suvorexant
Suvorexant, venut amb el nom comercial de Belsomra, és un medicament que s'utilitza per tractar problemes per a dormir, tant problemes per adormir-se com per a mantenir-se adormit. Pot ser efectiu durant almenys un any. Es pren per via oral, mitja hora abans de dormir.
Els efectes secundaris comuns inclouen somnolència, mal de cap, somnis inusuals, tos i boca seca. Altres efectes secundaris inclouen l'abús, la paràlisi del son, el suïcidi, l'ansietat i la disminució de la capacitat de conduir. Els efectes secundaris durant l'embaràs i la lactància no estan clars. És un antagonista dual del receptor de l'orexina (DORA).
El Suvorexant va ser aprovat per a ús mèdic als Estats Units el 2014, i al Canadà el 2018. Als Estats Units costa uns 380 dòlars al mes a partir del 2021. Als Estats Units és una substància controlada de la Schedule IV.